# 冲蒌镇
冲蒌镇是中华人民共和国广东省江门市台山市下辖的一个乡镇级行政单位。，位于台山市东南部。辖区总面积125平方公里，下辖1个社区16个村，总人口3.79万人。新台高速公路贯穿全镇。

## 行政区划
冲蒌镇下辖以下地区：
冲蒌圩社区、前锋村、西海村、八家村、冲洋村、新围村、竹洛村、官窦村、朝中村、新屋村、竹湖村、达材村、伞塘村、白岗村、稔坪村、西坑村和三和村。